# Ruby Fox
 Ruby Ellen Fox, född 11 augusti 1945 i Los Angeles, är en amerikansk före detta sportskytt.
Fox blev olympisk silversmedaljör i pistol vid sommarspelen 1984 i Los Angeles.